# 荒原 (詩)
《荒原》（英語：The Waste Land）是英國詩人T·S·艾略特的作品。
1921年，由于精神原因，艾略特接受醫生建議到瑞士洛桑易地療養，《荒原》初稿的大部分內容都在這三個月的時間完成。
《荒原》全文分五個部分：“死者葬仪”；“对弈”；“火诫”；“水裡的死亡”；“雷霆的话”。在《荒原》中，水的意象始终贯穿全詩。《荒原》同時夾雜著粗俗的伦敦方言，“对弈”篇中有兩個女人談論到假牙、怀孕和流产的事，反映出對愛情的不貞，只有色情和淫欲。
《荒原》以晦涩著稱，其原稿有800多行，經艾茲拉·龐德刪改近半又加以編定後，成為我们所看到的434行緊密、明晰的好詩，对此艾略特竟毫无意见，他表示“甚至不在乎自己是否懂得自己在说些什么”。这首诗发表之初，幾乎無人能懂。当代著名诗人兼评论家阿伦·塔特说第一次读《荒原》时，一个字也看不懂，不过他已意识到这是一首伟大的诗篇。后来艾略特给诗加了50多条注释。《荒原》是宣示著一战後西方文明的危机和传统价值观念的失落，反映了整整一代人理想的幻灭和絕望。
1922年艾略特出版《荒原》，这部作品被评论界看作是二十世纪最有影响力的一部诗作，庞德在写给福斯特太太的信中说: “只要《荒原》一出版，我就要给它捧场”。《荒原》的題詞（epigraph）即引用蓋厄斯·佩特羅尼烏斯·阿爾比特《愛情神話》（其意為「好色男人」）的古罗马詩句（拉丁文），強烈表達對死的願望。至今，这部作品仍被认为是英美现代诗歌的里程碑。

## 荒原與中國
1926年，葉公超遊學英國康橋大學，便結識艾略特，日後致力於譯介艾略特詩文。1936年12月，葉公超的女弟子、清華大學研究生趙蘿蕤譯出《荒原》全詩。1937年6月，《荒原》的首部中譯本由上海新詩社出版，趙蘿蕤還寫有《譯後記》，當時正值抗戰前夕，該書未能引起轟動。葉公超又爲該書作序，而此序言又以《再論艾略特的詩》之名發表於1937年4月5日《北平晨報·文藝》第13期。邢光祖評述趙蘿蕤譯本：“艾略特這首長詩是近代詩的‘荒原’中的靈芝，而趙女士的這冊譯本是我國翻譯界的‘荒原’上的奇葩”。

## 外部連結
- 托马斯·斯特恩斯·艾略特的《荒原》-大英圖書館中文官網（简体中文）